# Cingle de les Casesvelles
El Cingle de les Casesvelles és una muntanya de 878 metres que es troba al municipi de la Llacuna, a la comarca de l'Anoia.